# Fulgenci Abella
Fulgenci Abella   (Barcelona, 1880 - Buenos Aires, segle XX), conegut com a Fulgenzio Abella a Itàlia, o Fulgencio Abela a l'Argentina, fou un tenor català.
Va rebre formació en cant sota la tutela del mestre català Joan Goula a l'Argentina, on es va establir de jove. Després de participar en representacions de Marina d'Emilio Arrieta i La Dolores de Tomás Bretón, va debutar el 1904 al Politeama Argentino de Buenos Aires amb Lucrezia Borgia. L'èxit d'aquestes funcions li va obrir les portes a un destacat contracte al Liceu de Barcelona el 1905, on va interpretar Mefistofele. Posteriorment, el 1906, va actuar al Teatro Dal Verme de Milà amb La Dolores. La seva carrera el va portar a fer una extensa gira per Sud-amèrica. En els últims anys de la seva trajectòria, va tornar a Itàlia, on va actuar principalment en teatres més petits fins al 1925.